# Glee: The Music, Volume 5
Glee: The Music, Volume 5 — шестой альбом саундтреков к американскому музыкальному телесериалу «Хор», который транслируется телеканалом Fox в США и Канаде. Релиз альбома состоялся 8 марта 2011 года, а его продюсерами стали создатели сериала Данте Ди Лорето, Брэд Фэлчак и Райан Мёрфи. Альбом включает в себя четырнадцать кавер-версий, исполненных во втором сезоне, а также две оригинальные композиции: «Get It Right», исполненная Лией Мишель, и «Loser Like Me», исполненная хором «Новые горизонты» и написанная в соавторстве с композитором Максом Мартином. Все композиции альбома были выпущены в качестве синглов и занимали места в национальных чартах.

## Создание
В альбом вошла музыка, исполненная в сериале начиная с эпизода «The Sue Sylvester Shuffle». Актриса Гвинет Пэлтроу, которая ранее уже появлялась в сериале с песней «Forget You» Cee Lo Green, поучаствовала в записи трёх треков . О планируемом выпуске Glee: The Music, Volume 5 было объявлено в пресс-релизе 22 февраля 2011 года; тогда же была представлена первая оригинальная композиция, написанная специально для сериала — «Loser Like Me». Сольные партии в песне были исполнены основными вокалистами хора «Новые горизонты» вымышленной школы МакКинли, фигурирующей в сериале — Лией Мишель и Кори Монтейтом, которые играют в сериал роли Рейчел Берри и Финна Хадсона соответственно. Музыкальный продюсер сериала Адам Андерс описал песню как «быстрый летний хит». Соавтором песни стал шведский композитор Макс Мартин, известный благодаря своей работе с несколькими поп-артистами. По данным, представляемым Американским обществом композиторов, авторов и издателей, авторами песни являются Андерс, Пир Астром, Саван Котеча и Йохан Шустер. Вторая оригинальная песня, «Get It Right», является балладой, написанной специально для Лии Мишель, которая и исполнила песню в сериале. Премьера обеих композиций состоялась на радиопередаче Райана Сикреста 25 февраля 2011 года, а в телеэфире песни появились 15 марта в эпизоде «Original Song». Официальная дата радиорелиза «Loser Like Me» — 1 марта 2011 года.
В первую неделю альбом был продан в количестве 90 000 копий, что стало на 25 000 больше, чем планировалось. В Billboard 200 альбом дебютировал на третьей строчке; в Новой Зеландии Volume 5 за одну неделю поднялся с 35 до 3 строчки. В Австралии альбом стартовал сразу с первого места, что сделало его вторым альбомом сериала после Glee: The Music, Volume 3 Showstoppers. В Канаде и Ирландии альбом дебютировал на 3 и 5 строчках соответственно.

## Синглы
Все песни, вошедшие в альбом, были выпущены в качестве синглов посредством цифровой дистрибуции. «Thriller / Heads Will Roll» добралась до 17 строчки в чарте Австралии, что стало наилучшим результатом сингла, а лучший результат «Loser Like Me» был показан в США и Канаде, где он добрался до 6 и 9 строчки соответственно. Две кавер-версии с альбома занимали места в Billboard Hot 100 выше, чем оригинальные версии. Песня «Sing» группы My Chemical Romance добралась до 49 строчки, в то время как оригинал не поднимался выше 58-й, а «Take Me or Leave Me» из мюзикла Богема добрался до 51 места, а версия 2005 года вообще не попадала в чарты Hot 100.

## Список композиций
| №   | Название                                                       | Автор(ы)                                                                        | Оригинал                           | Длительность |
| --- | -------------------------------------------------------------- | ------------------------------------------------------------------------------- | ---------------------------------- | ------------ |
| 1.  | «Thriller / Heads Will Roll»                                   | Род Темпертон / Брайан Чейс, Каррен О, Ник Зиннер                               | Майкл Джексон / Yeah Yeah Yeahs    | 3:36         |
| 2.  | «Need You Now»                                                 | Чарльз Келли, Хиллари Скотт                                                     | Lady Antebellum                    | 3:37         |
| 3.  | «She’s Not There»                                              | Род Аргент                                                                      | The Zombies                        | 2:28         |
| 4.  | «Fat Bottomed Girls»                                           | Брайан Мэй                                                                      | Queen                              | 4:12         |
| 5.  | «P.Y.T. (Pretty Young Thing)»                                  | Джеймс Ингрэм, Куинси Джонс                                                     | Майкл Джексон                      | 3:56         |
| 6.  | «Firework»                                                     | Том Хермансен, Миккель Эриксен, Кэти Перри, Эстер Дин, Сэнди Вильхейм           | Кэти Перри                         | 3:47         |
| 7.  | «Baby»                                                         | Кристофер Бриджес, Кристин Флоурес, Кристофер Стюарт, Териус Нэш, Джастин Бибер | Джастин Бибер при участии Ludacris | 3:35         |
| 8.  | «Somebody to Love»                                             | Хизер Брайт, Рэй Ромулус, Джереми Ривс, Джонатан Вип, Джастин Бибер             | Джастин Бибер                      | 3:10         |
| 9.  | «Take Me or Leave Me»                                          | Джонатан Ларссон                                                                | Богема                             | 3:11         |
| 10. | «Sing»                                                         | My Chemical Romance                                                             | My Chemical Romance                | 4:03         |
| 11. | «Don’t You Want Me»                                            | Филлип Окей                                                                     | The Human League                   | 3:33         |
| 12. | «Do You Wanna Touch Me (Oh Yeah)» (при участии Гвинет Пэлтроу) | Гари Глиттер, Майк Лендер                                                       | Джоан Джетт                        | 3:36         |
| 13. | «Kiss» (при участии Гвинет Пэтроу)                             | Принс                                                                           | Принс и The Revolution             | 3:37         |
| 14. | «Landslide» (при участии Гвинет Пэлтроу)                       | Стиви Никс                                                                      | Дикси Чикс                         | 3:46         |
| 15. | «Get It Right»                                                 | Адам Андерс, Ники Хассман, Пир Асторм                                           | оригинальная композиция            | 3:47         |
| 16. | «Loser Like Me»                                                | Адам Андерс, Пир Астром, Саван Котеча, Макс Мартин, Джоан Шустер                | оригинальная композиция            | 3:19         |

| №   | Название                                         | Автор(ы)                               | Оригинал                           | Длительность |
| --- | ------------------------------------------------ | -------------------------------------- | ---------------------------------- | ------------ |
| 1.  | «Thriller / Heads Will Roll»                     |                                        | Майкл Джексон / Yeah Yeah Yeahs    | 3:36         |
| 2.  | «Need You Now»                                   | Келли, Скотт                           | Lady Antebellum                    | 3:37         |
| 3.  | «She’s Not There»                                | Аргент                                 | The Zombies                        | 2:28         |
| 4.  | «Fat Bottomed Girls»                             | Мэй                                    | Queen                              | 4:12         |
| 5.  | «P.Y.T. (Pretty Young Thing)»                    | Ингрэм, Джонс                          | Майкл Джексон                      | 3:56         |
| 6.  | «Firework»                                       | Хермансен, Эриксен, Кэти Перри         | Кэти Перии                         | 3:47         |
| 7.  | «Baby»                                           | Бриджес, Флоурес, Стюарт               | Джастин Бибер при участии Ludacris | 3:35         |
| 8.  | «Somebody to Love»                               | Ривс                                   | Джастин Бибер                      | 3:10         |
| 9.  | «Take Me or Leave Me»                            | Ларссон                                | Rent                               | 3:11         |
| 10. | «Sing»                                           | My Chemical Romance                    | My Chemical Romance                | 4:03         |
| 11. | «Don’t You Want Me»                              | Окей                                   | The Human League                   | 3:33         |
| 12. | «Kiss» (при участии Гвинет Пэлтроу)              | Принс                                  | Принс и The Revolution             | 3:37         |
| 13. | «Landslide» (при участии Гвинет Пэлтроу)         | Nicks                                  | Дикси Чикс                         | 3:46         |
| 14. | «Afternoon Delight» (при участии Джона Стэймоса) |                                        | Starland Vocal Band                | 3:11         |
| 15. | «Get It Right»                                   | Андерс                                 |                                    | 3:47         |
| 16. | «Loser Like Me»                                  | Андерс, Астром, Котеча, Мартин, Шустер |                                    | 3:19         |

## Чарты и сертификации
| Чарт (2011)              | Высшая позиция |
| ------------------------ | -------------- |
| Australian Albums Chart  | 1              |
| Canadian Albums Chart    | 3              |
| Irish Albums Chart       | 5              |
| Mexican Albums Chart     | 23             |
| New Zealand Albums Chart | 3              |
| UK Albums Chart          | 4              |
| US Billboard 200         | 3              |
| US Billboard Soundtracks | 1              |

| Страна         | Сертификация |
| -------------- | ------------ |
| Австралия      | Золотой      |
| Новая Зеландия | Золотой      |